# Reprezentacja Węgier U-19 w piłce nożnej mężczyzn
Reprezentacja Węgier U-19 w piłce nożnej – młodzieżowa reprezentacja Węgier sterowana przez Węgierski Związek Piłki Nożnej. Jest powoływana przez selekcjonera, w niej występować mogą wyłącznie zawodnicy, którzy w momencie przeprowadzania imprezy docelowej (finałów Mistrzostw Europy) nie przekroczyli 19 roku życia. Największymi sukcesami reprezentacji jest 3-krotne zdobycie złota na mistrzostwach Europy (1953, 1960, 1984).

## Występy w ME U-19
- 2002: Nie zakwalifikowała się
- 2003: Nie zakwalifikowała się
- 2004: Nie zakwalifikowała się
- 2005: Nie zakwalifikowała się
- 2006: Nie zakwalifikowała się
- 2007: Nie zakwalifikowała się
- 2008: Nie zakwalifikowała się
- 2009: Nie zakwalifikowała się
- 2010: Nie zakwalifikowała się
- 2011: Nie zakwalifikowała się
- 2012: Nie zakwalifikowała się
- 2013: Nie zakwalifikowała się
- 2014: Faza grupowa
- 2015: Nie zakwalifikowała się
- 2016: Nie zakwalifikowała się
- 2017: Nie zakwalifikowała się
- 2018: Nie zakwalifikowała się
- 2019: Nie zakwalifikowała się